# Ane Jensen
Ane Jensen (født Hansdatter, 28. december 1818 i Trunderup i Kværndrup Sogn, død 27. januar 1897 samme sted) var en dansk lærer.
Hun var datter af bonden Hans Jørgensen (1774–1858) og Kirsten Pedersdatter, og giftede sig i 1841 med bonden og politikeren Jens Jensen (1812–1906). Forældrene kom fra en velstående gård og mente at hun giftede sig under sin stand.
Undervisningen på sognets skole bestod mest af udenadslære, og hun valgte i stedet selv at undervise sine børn. Hun fik opbakning til dette af Christen Kold som Ane og hendes mand havde lært at kende i den grundtvigianske Ryslinge menighed hvor Vilhelm Birkedal var præst. Hendes skole blev grundlaget for en af Danmarks første friskoler, Trunderup Friskole. Hun blev en af de første kvinder fra bondeklassen som deltog i undervisningsdebatten i tidsskriftet Budstikken i 1859.
Hendes mand blev i 1852 valgt til Folketinget hvor han tilsluttede sig Det nationale Venstre. I 1860 diskuterede hun med sin mand og Jens Jørgensen om at også kvinder burde kunne gå på højskole. De fremlagde hendes synspunkt for Grundtvig, som var enig med hende i at også kvinder burde kunne studere. Året efter, i 1861, grundlagde Jens Schjørring den første højskole som optog kvinder, Sødinge Højskole ved Ryslinge.
Hun fik 10 børn. Nummer fire, Peter, blev en kendt dyrlæge og folkemindesamler. Nummer 6, Jens Aadal, blev folketingsmand.